# 豆形短眼蟹
豆形短眼蟹（学名：Xenophthalmus pinnotheroides）为豆蟹科短眼蟹属的动物。分布于日本、澳大利亚东岸、印度尼西亚、菲律宾、泰国、印度、伊朗以及中国大陆的广东、海南岛、福建、山东、渤海湾等地，生活环境为海水，多生活于潜居于水深约5米近岸的泥沙底上。其生存的海拔上限为-5米。